# NGC 5224
NGC 5224 ist eine 14,0 mag helle Spiralgalaxie vom Hubble-Typ S mit aktivem Galaxienkern im Sternbild Jungfrau auf der Ekliptik. Sie ist schätzungsweise 303 Millionen Lichtjahre von der Milchstraße entfernt und hat einen Durchmesser von etwa 65.000 Lichtjahren. 

Im selben Himmelsareal befinden sich u. a. die Galaxien NGC 5210, NGC 5212, NGC 5235, NGC 5239.
Das Objekt wurde am 12. Mai 1793 von Wilhelm Herschel mit einem 18,7-Zoll-Spiegelteleskop entdeckt, der sie dabei mit „vF, S, S.p. a cB star“ beschrieb.